# Корнево (Рамешковский район)
Корнево  — деревня в Рамешковском районе Тверской области.

## География
Находится в восточной части Тверской области на расстоянии приблизительно 26 км на юг по прямой от районного центра поселка Рамешки.

## История
Известна со второй половины XVI века как деревня с 7 дворами. В 1859 году в русской владельческой деревне Корнево было 9 дворов, в 1886 — 19 дворов. В советское время работали колхозы «Красное Корнево», им. Кирова и «Кушалино». В 2001 году в 2 домах жили местные жители, 4 дома принадлежало наследникам и дачникам. До 2021 входила в сельское поселение Кушалино Рамешковского района до их упразднения.

## Население
Численность населения: 81 человек (1859 год), 102 (1886), 9 (1989), 6 (русские 100 %) в 2002 году, 1 в 2010.